# Enrico Lorenzetti
Enrico Lorenzetti (4 de enero de 1911, Roma-Milán, 8 de agosto de 1989) fue un piloto de motociclismo italiano, que compitió para el equipo de carreras de la fábrica italiana Moto Guzzi.
Empezó en la temporada 1949  montando una Moto Guzzi de 500 cc y terminó octavo en la general con 7 puntos por detrás de Johnny Lockett. En 1952, ganó el Campeonato del Mundo de 250 cc para Moto Guzzi.

## Resultados en el Campeonato del Mundo
Sistema de puntuación en 1949:
| Posición | 1.º | 2.º | 3.º | 4.º | 5.º | Vuelta rápida |
| Puntos   | 10  | 8   | 7   | 6   | 5   | 1             |

Sistema de puntuación desde 1950 hasta 1968:
| Posición | 1.º | 2.º | 3.º | 4.º | 5.º | 6.º |
| Puntos   | 8   | 6   | 4   | 3   | 2   | 1   |

### Carreras por año
(carreras en cursiva indica vuelta rápida)
| Año  | Cat.  | Equipo     | 1       | 2     | 3     | 4       | 5     | 6       | 7       | 8       | 9     | Pts. | Pos. | Victorias |
| ---- | ----- | ---------- | ------- | ----- | ----- | ------- | ----- | ------- | ------- | ------- | ----- | ---- | ---- | --------- |
| 1949 | 500cc | Moto Guzzi | IOM -   | SUI - | NED - | BEL 3   | ULS - | NAT -   |         |         |       | 7    | 8.º  | 0         |
| 1951 | 250cc | Moto Guzzi |         | SUI - | IOM 3 |         |       | FRA -   | ULS -   | NAT 1   |       | 12   | 4.º  | 1         |
| 1951 | 500cc | Moto Guzzi | ESP Ret | SUI 3 | IOM - | BEL 3   | NED - | FRA 9   | ULS -   | NAT Ret |       | 8    | 8.º  | 0         |
| 1952 | 250cc | Moto Guzzi | SUI 2   | IOM 2 | NED 1 | GER Ret | ULS 2 | NAT 1   | ESP -   |         |       | 28   | 1.º  | 2         |
| 1953 | 250cc | Moto Guzzi | IOM Ret | NED 4 |       | GER -   |       | ULS 4   | SUI 4   | NAT 1   | ESP 1 | 22   | 4.º  | 2         |
| 1953 | 350cc | Moto Guzzi | IOM -   | NED 1 | BEL 2 |         | FRA 3 | ULS Ret | SUI Ret | NAT 1   | ESP - | 26   | 2.º  | 2         |
| 1954 | 350cc | Moto Guzzi | FRA -   | IOM - | ULS - | BEL 4   | NED 2 | GER Ret | SUI 7   | NAT 2   | ESP 8 | 15   | 5.º  | 0         |
| 1955 | 250cc | Moto Guzzi |         | IOM - | GER - |         | NED 4 | ULS -   | NAT -   |         |       | 3    | 12.º | 0         |
| 1955 | 350cc | Moto Guzzi | FRA -   | IOM - | GER - | BEL -   | NED - | ULS -   | NAT 4   |         |       | 3    | 12.º | 0         |
| 1956 | 250cc | Moto Guzzi | IOM -   | NED 3 | BEL - | GER Ret | ULS - | NAT 2   |         |         |       | 10   | 3.º  | 0         |
| 1957 | 250cc | Moto Guzzi | GER 4   | IOM - | NED - | BEL -   | ULS - | NAT 3   |         |         |       | 7    | 9.º  | 0         |